# Хорнет-и-Ибарс, Тереза
Святая Тере́са Хорне́т-и-Иба́рс (исп. Teresa Jornet e Ibars, кат. Teresa Jornet i Ibars, 9 января 1843[…], Айтона — 26 августа 1897[…], Лирия), в монашестве Тере́за Иису́са (исп. Teresa de Jesús) — испанская католическая монахиня из Третьего ордена кармелиток. Основала орден «Малые сёстры покинутых пожилых» (исп. Hermanitas de los Ancianos Desamparados; лат. Congregatio Parvarum Sororum Senium Derelictorum; аббр. H.A.D.)
Внучатая племянница блаженного Франциска Палау, основателя конгрегаций «Кармелитки — терезианские миссионерки» и «Кармелитки-миссионерки».

## Биография
Родилась 9 января 1843 года в городке Айтона (Льейда) в семье фермеров Франсиско Хосе Хорнета и Антониеты Ибарс. У неё было две сестры, Мария и Хосефа, и брат Хуан. Хосефа была монахиней-викентианкой в Гаване, а три дочери Хуана впоследствии вступили в орден Ибарс. С детства она заботилась о бедных и часто приводила их в дом своей тёти Розы, чтобы взрослые оказали им необходимую помощь. Позже переехала к другой тёте, и в возрасте девятнадцати лет начала преподавать в Арженсоле.
Почувствовав призвание к монашеской жизни, в 1868 году Ибарс подала прошение вступить в Орден святой Клары недалеко от Бургоса, однако антиклерикальные законы того времени не позволили ей это сделать. В 1870 году присоединилась к Третьему ордену кармелиток. Из-за смерти отца и тяжёлой болезни долгое время жила дома. Именно тогда она познакомилась с отцом Сатурино Лопесом Новоа — будущим досточтимым, — который стал её духовным наставником. Он посоветовал Ибарс помогать местным старикам, которые нуждались в должном внимании.
В октябре 1872 года Ибарс (вместе с сестрой Марией и подругой Мерседес Кальсада-и-Сенан) переехала в Барбастро и открыла первую обитель. Она основала религиозную общину и взяла имя Тереза Иисуса в честь Терезы Авильской. В январе 1873 года назначена первой настоятельницей конгрегации «Малые сёстры покинутых пожилых», материнский дом которой открылся в Валенсии в мае того же года. В декабре 1877 года принесла монашеские обеты; в 1887 году назначена генеральной настоятельницей всего ордена. В июне 1876 года конгрегация получила похвальный указ от папы Пия IX, а 24 августа 1887 года — официальное папское одобрение от папы Льва XIII.
В 1897 году по всей стране бушевала эпидемия холеры. Ибарс ухаживала за больными, прежде чем удалиться в орденскую обитель в Лирии. В последний раз она виделась с Новоа в середине июля 1897 года. Умерла от туберкулёза 26 августа 1897 года в Лирии. В 1904 году её останки были перенесены в материнскую обитель в Валенсии. По состоянию на 2019 год в орден насчитывал более двух тысяч монахинь в 204 обителях во многих странах Европы, Латинской Америки, Африки и Азии.

## Почитание
Теологи официально одобрили сочинения Ибарс 4 апреля 1948 года. Папа Пий XII присвоил ей титул слуги Божьей 27 июня 1952 года, назвал досточтимой 22 января 1957 года и причислил к лику блаженных 27 апреля 1958 года. Канонизирована папой Павлом VI 27 января 1974 года
В 1977 году папа Павел VI объявил Ибарс покровительницей пожилых людей в Испании.
День памяти — 26 августа.